# Arwid Adolf Palander
Arwid Adolf Palander, född 11 augusti 1798, död 7 april 1848, var en svensk militär och landshövding. 

## Biografi
Arwid Adolf Palander var major och bataljonschef vid marinregementet.
Han utsågs till tillförordnad landshövding i Blekinge län 1847 och utnämndes till ordinarie landshövding i januari 1848 men avled redan i april samma år.
Han var gift med Karolina Thyselius (1799-1864) och de hade sonen Adolf Karl Folke Palander (1835-1876).